# Derbi a Epsom
Cursa de cavalls, dit tradicionalment El derbi de 1821 a Epsom o simplement El derbi a Epsom, és una pintura de Théodore Géricault. L'obra, exposada al Museu del Louvre després de ser comprada el 1866, retrata la celebració del Derby d'Epsom d'aquell any.

## Context
Gericáult era un gran afeccionat als cavalls i va pintar quadres on aquests èquids eren protagonistes, com ara Cap de cavall blanc. Aquest quadre en concret retrata una vivència personal de l'autor, que en un dia de tempesta assistí a aquest esdeveniment celebrat el primer dissabte de juny a Epsom Downs, Surrey, Anglaterra. Gericáult passà una llarga estada a Anglaterra on viatjà per exposar el quadre El rai de la Medusa l'abril de 1820 amb Nicolas-Toussaint Charlet. Allà descobrí la litografia i la pintura contemporània anglesa.

## Descripció

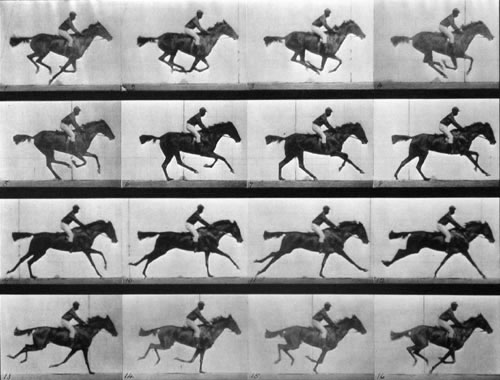
Cavall en moviment

El quadre, d'oli sobre llenç, retrata la cursa de cavalls de 1821, on el cavall gris, Gustavus, va ser el guanyador de la cursa d'aquell any. La pintura no s'enquadra dins del patró característic de Théodore Géricault, on la pintura és especialment lluminosa i un volum més pla. La vivesa del verd i la grisor del cel reforcen la idea d'intensitat de la cursa.
La particularitat del quadre es deu a la falta de realisme. L'artista, volent retratar la sensació de velocitat i fugacitat dels animals, els retratà de manera que les quatre potes quedessin tenses en el moment de galopar. No fou fins uns anys més tard en què gràcies a la invenció de la fotografia es van poder fer instantànies dels cavalls i veure que mai mantenien les quatre potes tenses en cavalcar. Un d'aquests exemples va ser la cronofotografia que Eadweard Muybridge realitzà finals del segle XIX on retratava la seqüència del moviment d'un cavall.

## Influència
El quadre, comprat pel Louvre el 1866, és aclamat per la crítica i admirat per a joves pintors com Degas o Manet.